# Pseudomonardia pallida
Pseudomonardia pallida är en tvåvingeart som beskrevs av Jaschhof 2003. Pseudomonardia pallida ingår i släktet Pseudomonardia och familjen gallmyggor. Inga underarter finns listade i Catalogue of Life.